# Виишоара (Глодянский район)
Виишоара (рум. Viișoara) — село в Глодянском районе Молдавии. Является административным центром коммуны Виишоара, включающей также село Моара-Домняскэ.

## География
Село расположено на высоте 88 метров над уровнем моря.

## Население
По данным переписи населения 2004 года, в селе Виишоара проживает 1504 человека (752 мужчины, 752 женщины).
Этнический состав села:
| Национальность | Число жителей | Процентный состав |
| -------------- | ------------- | ----------------- |
| молдаване      | 1447          | 96,21             |
| румыны         | 43            | 2,86              |
| украинцы       | 7             | 0,47              |
| русские        | 6             | 0,4               |
| прочие         | 1             | 0,07              |
| Всего          | 1504          | 100 %             |